# Hassela distrikt
Hassela distrikt är ett distrikt i Nordanstigs kommun och Gävleborgs län. Distriktet ligger omkring Hassela i nordöstra Hälsingland. 

## Tidigare administrativ tillhörighet
Distriktet inrättades 2016 och utgörs av Hassela socken i Nordanstigs kommun.
Området motsvarar den omfattning Hassela församling hade 1999/2000.

## Tätorter och småorter
I Hassela distrikt finns en tätort och en småort.

### Tätorter
- Hassela

### Småorter
- Hassela kyrkby